# تپه‌های سبزه حمام
تپه‌های سبزه حمام مربوط به دوره اشکانیان - دوره ساسانیان است و در شهرستان آبدانان، روستای حمام واقع شده و این اثر در تاریخ ۹ اردیبهشت ۱۳۸۲ با شمارهٔ ثبت ۸۴۴۶ به‌عنوان یکی از آثار ملی ایران به ثبت رسیده است.